# Nyssodrysternum signiferum
Nyssodrysternum signiferum es una especie de escarabajo longicornio del género Nyssodrysternum, tribu Acanthocinini, subfamilia Lamiinae. Fue descrita científicamente por Bates en 1864.

## Descripción
Mide 9,5-12,5 milímetros de longitud.

## Distribución
Se distribuye por Bolivia, Brasil, Costa Rica, Ecuador, Guayana Francesa, Perú y Venezuela.